# 安德森開局
安德森開局，是國際象棋開局非正規開局的一種，走法為：
1. a3